# Schöpfkelle

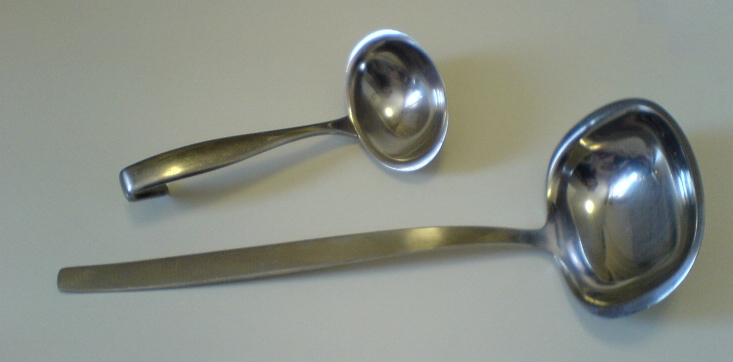
Zwei verschieden große Schöpfkellen aus Stahl

Eine Schöpfkelle, Suppenkelle, Kelle, ein Schöpflöffel (bundesdeutsches und Schweizer Hochdeutsch) bzw. ein Schöpfer (österreichisches Hochdeutsch) gehört insbesondere zum Anrichtebesteck und wird vor allem zum Umfüllen von Suppe oder anderen warmen oder kalten Flüssigkeiten verwendet. Außerdem dient sie in der Küche als allgemeines Küchengerät zum Ein-, Um- und Auffüllen von heißen, warmen oder kalten Flüssigkeiten aller Art sowie teils auch zum Abmessen. Unabdingbar ist sie z. B. bei der Herstellung von Risotto, um während der Garzeit des Reisgerichtes laufend kochend heiße Flüssigkeit hinzuzugeben.
Im Handel ist sie in verschiedenen Ausformungen und Materialien erhältlich. Grundsätzlich besteht sie aus einem halbrunden Schöpfteil und einem langen Stiel, wobei sie oft so konzipiert ist, dass der Inhalt einer Kelle eine Portion ergibt. Sie besteht meist aus Metall, überwiegend aus rostfreiem Stahl. Es gibt aber auch Modelle aus Kunststoff, die oft als Campinggeschirr verwendet werden. Teils wird sie auch mit einem Handgriff ausgestattet, wofür außer Metall teils auch Kunststoff oder Holz verwendet wird.
Im norddeutschen Raum ist auch das Wort „Schleif“ bzw. „Suppenschleif“ für die Schöpfkelle gebräuchlich.
Ein Schaumlöffel (auch Schaumkelle, Kloßkelle) ist ähnlich geformt wie eine Schöpfkelle; der Schöpfteil ist jedoch flacher und hat Löcher, die dem Ablaufen des Wassers, zum Beispiel beim Abschöpfen von Schaum oder beim Herausnehmen der Klöße, dienen.
Neben der Benutzung im Haushalt standen vor dem 17. Jahrhundert Schöpfkellen als Hilfsmittel neben den damals auch noch seltenen Eimer für eine Brandbekämpfung zur Verfügung. Die Löscharbeit galt als Einzelarbeit, die von jedermann ohne Vorkenntnisse und ohne Vorbereitung auszuüben war.